# Frederiksstaden
Frederiksstaden er et københavnsk bykvarter i Indre By mellem gaderne Bredgade (indtil 1877 Norgesgade), Sankt Annæ Plads, Toldbodgade og Esplanaden (indtil 1953 Toldbodvej). En del huse på sydsiden af Store Kongensgade er dog opført samtidig med Frederiksstaden. Frederiksstaden omfatter det meste af Sankt Annæ Øster Kvarter og præges af rokokostilen. De fleste ældre huse i bydelen er fredet. Frederiksstaden er optaget i Kulturkanonen.

## Byplan
Anlæggelsen af Frederiksstaden blev påbegyndt i 1749 i anledningen af den oldenborgske slægts 300 års jubilæum. Det var i 1748 300 år siden, at den Oldenborgske slægt overtog tronen i Danmark (1448). Første gang projektet blev nævnt var 21. august 1749, da Johan Ludvig Holstein, oversekretær for Danske Kancelli, sendte en skrivelse til Admiralitets- og General-Kommissariatskollegiet. Heri blev det bekendtgjort, at kongen overvejede at lade Amalienborgområdet bebygge, og derfor ønskede han en betænkning fra admiral Ulrik Frederik Suhm. Suhm sendte få dage senere sin udtalelse med et tilhørende projekt til arealernes bebyggelse. Planen var udført af Andreas Bjørn, som stod i spidsen for byens ledende handelsmænd. Suhm tilrådede, at de eksisterende tømmerpladser blev fjernet og, at bagere, bryggere, brændevinsbrændere og købmænd ikke fik lov til at slå sig ned i den nye bydel. Sporene fra branden 1728 skræmte stadig. Allerede 5. september 1749 blev planen godkendt af Konseillet med rettelser, og 12. september blev Københavns Magistrat orienteret. Sidstnævnte lod herefter trykke en rådstueplakat, som kundgjorde projektet til offentligheden. Processen var måske gået en kende for stærkt, for 9. november 1749 protesterede kommandanten på Kastellet, oberst Wolfgang Ernst Paurnfeind, som gjorde opmærksom på, at der skulle være frit skud fra fæstningen, også mod byen. Denne pudsige indvending blev dog overhørt.
Frederik V udnævnte Adam Gottlob Moltke som hovedansvarlig for anlæggelsen. Ansvaret for det arkitektoniske og byplanmæssige arbejde blev givet til Nicolai Eigtved. På tomten lå kun resterne af det brændte slot Sophie Amalienborg og en stor barokhave, der hørte til slottet.
Eigtveds byplanlægning lå i forlængelse af det regulære skakbrætmønster, der var blevet anvendt i nabobydelen Ny-København et århundrede tidligere, men hvor Ny-København aldrig havde fået sin monumentale plads og kirke, blev Frederiksstaden mere monumental og helstøbt. Centrum for den nye bydel blev en central ottekantet plads med fire adelspalæer (nu Amalienborg) og Frederiks Kirke (i folkemunde Marmorkirken). Frederiksgade blev tværakse, mens Amaliegade blev længeakse.
Ideen til en ottekantet plads var ikke Eigtveds, men kom fra Marcus Tuscher, der havde udført en skitse af en plads med et centralt placeret ryttermonument. Tuscher, som døde i 1751, fik dog ingen indflydelse på hverken pladsens proportioner, monumentet eller arkitekturen. Skelettet i Eigtveds plan var den monumentalakse, som begynder ved Frederikskirken og slutter med rytterstatuen af Frederik V, som først blev rejst i 1771. Kongen kigger mod kirkens kuppel. Kirken og de fire adelige palæer og Frederiksstadens borgerlige bebyggelse symboliserede samfundshierarkiet: Den enevældige konge har sin magt fra Gud og distribuerede den videre via adelen og sit jordiske regimente. Dengang var der tømmerpladser ved havnen, og havnesiden var den uattraktive side, hvorfor de to palæer fjernest fra kirken, Brockdorffs og Schacks, var de mindst eftertragtede. Aksen havde sit forløb mellem kirken og rytterstatuen, men siden er den blevet forlænget til henholdsvis Amaliehaven og Operaen og har fået en ændret betydning.

## Arkitektur
Ligesom handelsmænd havde spillet en rolle ved ideens fødsel, kom de også til at bosætte sig i bydelen. Hovedparten af de huse, der rejstes her, blev opført for formuende handelsmand og håndværkere; især de tømmerhandlere, der havde haft deres tømmerpladser ved havnen. Interesserede kunne gratis få byggegrund i Frederiksstaden, og de blev fritaget for told på indførte byggematerialer og for indkvarteringsskat. Til gengæld skulle byggeriet stå færdigt inden for fem år og nøje følge bestemmelser fastsat af Eigtved. Disse lempelige vilkår satte skub i aktiviteten.
Eigtved opstillede strenge regler for udformningen af facaderne og bygningshøjderne i bydelen, og fordi byggeriet gik rask fremad, nåede han at påvirke især bebyggelsen af Amaliegade (han døde i 1754). Man kunne bygge, som man ville, men husene skulle være i grundmur mod gaden (altså ingen bindingsværk tilladt), vinduer og taggesimser skulle flugte med hinanden og husenes facader skulle have flugtende kordongesims (gesimsen mellem stue og 1. sal). Især det sidste designmæssige krav var med til at give en ensartethed i gaderummet, der kom til at minde om en stue med paneler. Også adelsmændene, der var bygherre for de fire centrale palæer, accepterede, at bygningerne udadtil skulle være ens.
De fleste hjørnegrunde blev forbeholdt større adelspalæer, der kunne danne monumentale blokke. Mellem disse var der ofte lav, enetages bebyggelse af staldbygninger uden vinduer til gade. De fleste staldbygninger er siden revet ned, så kun ved Amalienborg kan man få en fornemmelse af variationen mellem palæer i to-tre etager og enetages staldbygninger. Alle forslag skulle godkendes af Eigtved, som selv var arkitekt for de fleste af husene i bydelen. Bygningerne præges af en inddeling af facaderne i lisener, og generelt tilstræbte Eigtved en svag reliefvirkning modsat barokstilens voldsomme skulpturelle effekter. Kun på Amalienborg og Det Berckentinske Palæ ser man frisøjler anvendt. Hans rokokostil var præget af hans ophold i Dresden, hvor nogle af hans forbilleder kan opleves. De fornemste bygninger har facader helt i sandsten, mens de øvrige står i puds eller blankmur. Lindencrones Palæ blev som noget udsædvanligt opført helt af kridststen, der ellers egner sig dårligt til bygninger. Som tagformer foretrak Eigtved et helvalmet tag, mens hans medarbejdere og samtidige ofte foretrak mansardtaget (Dehns og Bernstorffs Palæ af Johann Gottfried Rosenberg).
Eigtved udførte flere projekter til monumentalkirken, men ingen af dem blev til virkelighed. Hans første plan var meget ambitiøs med en kirke, der var mere en dobbelt så høj som Amalienborg, og som havde to flankerende klokketårne. Stilen var inspireret af sydtysk barok.
To hospitaler blev placeret i bydelen: Frederiks Hospital for samfundets top og Almindelig Hospital for fattige. Det første findes stadig og blev også tegnet af Eigtved med visse ændringer af Lauritz de Thurah. Yderst mod øst i Amaliegade lå Københavns Universitets botaniske have.
Den engelske historiker William Coxe foretog 1784 en rejse til Danmark og skrev om Frederiksstaden: "The new part of the town, raised by the late king Frederich V. is extremely beautiful, scarcely inferior to Bath"

## Senere ændringer i bybilledet
Nicolai Eigtveds umiddelbare efterfølgere, Lauritz de Thura og Nicolas-Henri Jardin, respekterede reglerne opstillet af den afdøde arkitekt. Det gælder bl.a. Thurahs Hus, Titkens Gård, Det Gule Palæ og Almindelig Hospital. Efter Christiansborgs brand 1794 overtog kongefamilien Amalienborg, hvilket kun styrkede bydelens eksklusive præg. C.F. Harsdorff foretog i den anledning en nænsom ombygning af palæerne og tilføjede kolonnaden.
De fleste af Eigtveds huse står stadig, men er blevet forhøjet med ½ eller 1 hel etage. De mest forstyrrende tilføjelser ses i Frederiksgade, hvor haven til Dehns Palæ er blevet bebygget med historicistiske huse, der mod Amalienborg afsluttes af en stor brandgavl. Staldbygningerne mod Bredgade ved både Dehns og Bernstorffs Palæ er også forsvundet. Ligeledes er haverne/staldene mod Sankt Annæ Plads til Lindencrones og Von der Ostens Palæ forsvundet. Det Berckentinske Palæ har mistet det meste af sit gitter og staldbygninger mod Bredgade. Almindelig Hospital blev i 1895 erstattet af en lang, ensartet etagejendom af Ole Boye.
Af senere tilkomne markante bygninger kan nævnes – ud over Marmorkirken – Kirurgisk Akademi, Sankt Ansgar Kirke, Alexander Nevsky Kirke og A.N. Hansens Palæ.
20. december 1954 blev der afsløret en mindetavle for Eigtved i Frederiksgade. Den er tegnet af Thomas Havning.
Fire modernistiske bygninger har erstattet ældre huse: Det tidligere hovedsæde for BP Olie-Kompagniet A/S i Amaliegade 3 (1960 af Holm & Grut) har erstattet Domus Medica, Assurandørernes Hus i Amaliegade 10 (1960 af Ejner Graae & Henning Helger) har erstattet Casinoteatret. Balticas hus, nu Forsknings- og Innovationsstyrelsen i Bredgade 40 er fra 1954-57 af Svenn Eske Kristensen, som også står bag samme gades nr. 43 fra 1970 (nu Ministeriet for Videnskab, Teknologi og Udvikling).
De største ændringer har fundet sted på Toldboden, som dog ikke bar præg af Eigtveds stil, men af 1800-tallets arkitektur.

## Kvarterets sociale profil i dag
Frederiksstaden regnes for det mest eksklusive kvarter i København. Der er kun få privatboliger, som til gengæld er blandt de dyreste i hovedstaden. Kvarteret er hjemsted for mange advokatvirksomheder, og Bredgade er kendt for sine kunsthandlere.